# Jógvan I. Olsen
Jógvan Ingvard Olsen (født 8. juli 1930 på Toftir) er en tidligere færøsk skibsreder og politiker (SB).
Han var medlem af kommunalbestyrelsen i Nes 1974–1980, de sidste fire år som borgmester. Han var igen borgmester fra januar til august 1989. Olsen var indvalgt i Lagtinget for Eysturoy 1970–1988. Han var fiskeri- og energiminister i Jógvan Sundsteins anden regering 1989–1991, medlem af Lagtingets delegation til Nordisk Råd 1991–1993 samt Lagtingets formand fra juli til september 1994 og 1995–1998. Princippet om parlamentarisme blev lovfæstet i 1995 på hans initiativ.
Han var fårebonde 1944–1946, fisker 1946–1958, fiskeskipper fra 1958 og skbsreder fra 1968.
Han er søn af Jens Christian Olsen og halvbror til Alfred Olsen, begge Sambandsflokkurin-politikere.